# Hodíškovský rybník
Hodíškovský rybník este o arie protejată (arie specială de conservare — SAC, sit de importanță comunitară — SCI) din Republica Cehă întinsă pe o suprafață de 5,17 ha, integral pe uscat.

## Localizare
Centrul sitului Hodíškovský rybník este situat la coordonatele 49°30′37″N 16°02′04″E / 49.510278°N 16.034444°E.

## Înființare
Situl Hodíškovský rybník a fost declarat sit de importanță comunitară în aprilie 2005 pentru a proteja 1 specie de plante. Situl a fost protejat și ca arie specială de conservare în octombrie 2013.

## Biodiversitate
Situată în ecoregiunea continentală, aria protejată conține 1 habitat natural: Ape stătătoare oligotrofe până la mezotrofe, cu vegetație de Littorelletea uniflorae și/sau de Isoëto-Nanojuncetea.
La baza desemnării sitului se află o specie protejată de  plante: Coleanthus subtilis.